# Anhelina Kalininová
Anhelina Kalininová (ukrajinsky: Ангеліна Сергіївна Калініна, Anhelina Serhijivna Kalinina, * 7. února 1997 Nova Kachovka) je ukrajinská profesionální tenistka a vítězka juniorské čtyřhry Australian Open 2014. Ve své dosavadní kariéře na okruhu WTA Tour nevyhrála žádný turnaj. V sérii WTA 125 vybojovala jednu singlovou trofej. V rámci okruhu ITF získala patnáct titulů ve dvouhře a tři ve čtyřhře.
Na žebříčku WTA byla ve dvouhře nejvýše klasifikována v květnu 2023 na 25. místě a ve čtyřhře v červnu 2024 na 100. místě. Trénuje ji Anton Korčevskyj. Dříve se připravovala v trnavské Empire akademii pod vedením Vladimíra Pláteníka. Spolupracovala také s Darjou Safinovou.

## Tenisová kariéra
V rámci hlavních soutěží událostí okruhu ITF debutovala v září 2012, když na turnaji v turecké Antalyi s dotací 10 tisíc dolarů prošla kvalifikačním sítem. Ve druhém kole dvouhry pak podlehla Rusce Juliji Kalabinové. Premiérový singlový titul v této úrovni tenisu vybojovala během dubna 2015 v mississippském Jacksonu, události s rozpočtem dvacet pět tisíc dolarů. Ve finále přehrála Britku Johannu Kontaovou.

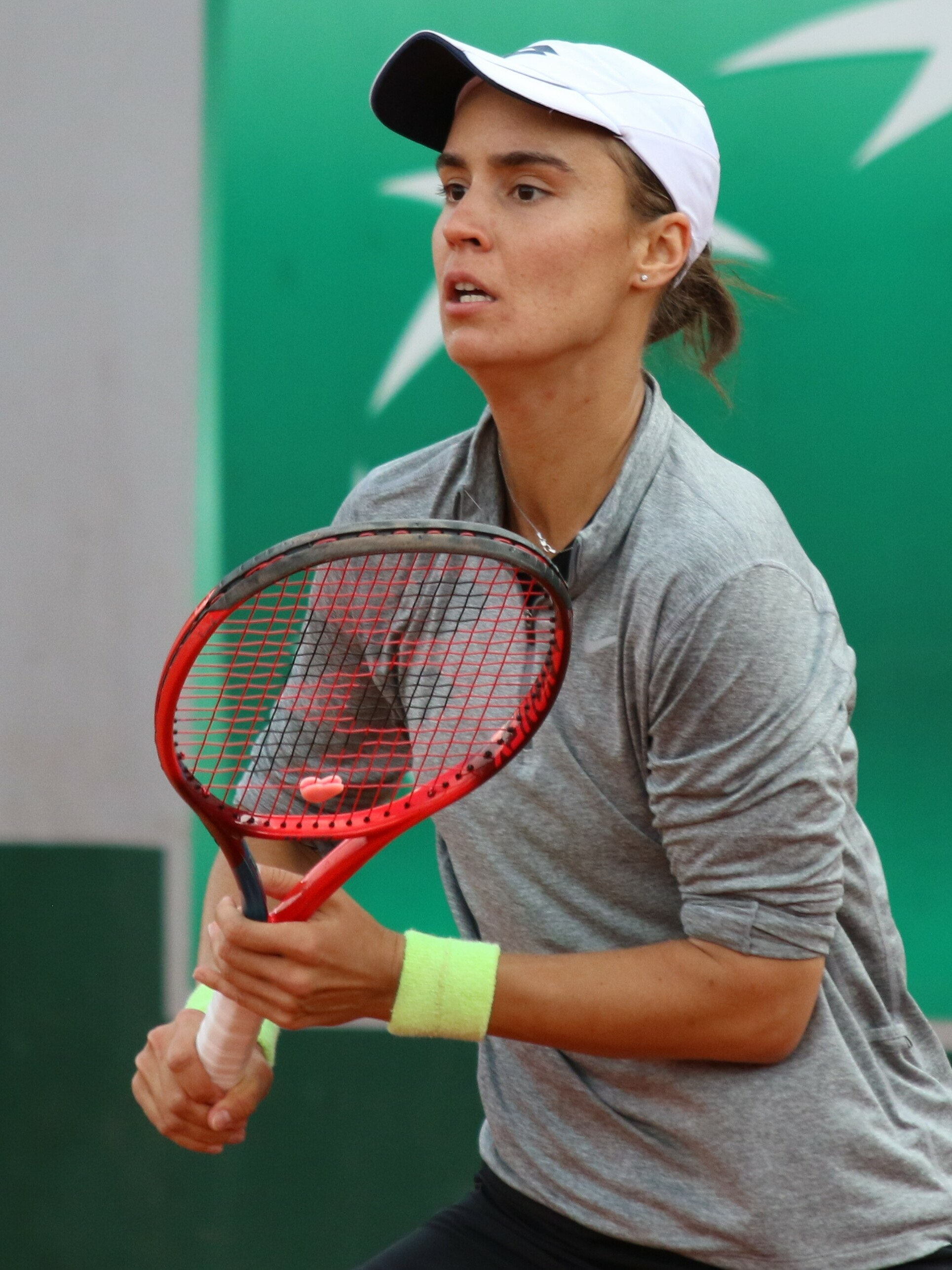
Na French Open 2022

Během června 2015 se jako osmnáctiletá premiérově posunula mezi 150 hráček žebříčku WTA. V singlu okruhu WTA Tour debutovala na zářijovém Tashkent Open 2015, kam obdržela divokou kartu. Na úvod podlehla japonské pozdější vítězce Nao Hibinové ve dvou setech. V závěru sezóny 2015 však musela nastartovanou kariéru přerušit na deset měsíců pro zranění ramena. Na okruh se vrátila v srpnu 2016. Tři tituly z 25tisícových událostí ITF v sezóně 2017 znamenaly růst z 527. na 157. místo žebříčku. Hráčku z elitní světové stovky poprvé porazila v dubnu 2018 na 80tisícové akci ITF ve virginském Charlottesville, kde v semifinále vyřadila Američanku Taylor Townsendovou. Z boje o titul pak odešla poražena od Kolumbijky Mariany Duqueové Mariñové. Téměř po třech letech si hlavní soutěž WTA Tour zahrála na srpnovém Citi Open 2018 ve Washingtonu, D.C. Na úvod ji přehrála další postoupivší kvalifikantka Ysaline Bonaventureová z Belgie.
Debut v hlavní soutěži nejvyšší grandslamové kategorie přišel v ženském singlu US Open 2018 po zvládnuté tříkolové kvalifikaci, v níž na její raketě postupně dohrály Rumunka Elena-Gabriela Ruseová, Češka Tereza Martincová a Australanka Jaimee Fourlisová. V prvním kole dvouhry jí v závěru třetí sady skrečovala lichtenštejnská kvalifikantka Kathinka von Deichmannová. Ve druhém utkání však nenašla recept na obhájkyni trofeje a světovou trojku Sloane Stephensovou, přestože získala úvodní set.
Do prvního kariérního semifinále i finále v kategorii WTA 1000 postoupila na květnovém Internazionali BNL d'Italia 2023 v Římě. Po 3 hodinách a 41 minutách ve čtvrtfinále přehrála světovou patnáctku Beatriz Haddad Maiovou. V rozhodující sadě přitom otočila nepříznivý vývoj gamů ze stavu 0–3, a Brazilku porazila i ve čtvrtém vzájemném utkání. Jednalo se o nejdelší zápas v odehrané části probíhající sezóny a třetí nejdelší v rámci všech turnajů WTA 1000. Mezi poslední čtveřicí hráček vyřadila dvanáctou ženu klasifikace Veroniku Kuděrmetovovou. V boji o titul skrečovala kazachstánské světové šestce Jeleně Rybakinové za stavu 4–6 a 0–1 pro zranění levého stehna. Soupeřka jí oplatila porážku z antukového Charleston Open 2022, jediného vzájemného duelu v předešlé kariéře obou hráček. Po konci premiérově figurovala v elitní světové třicítce, na 25. příčce žebříčku.

## Finále na okruhu WTA Tour
| Legenda                  |
| ------------------------ |
| D – dvouhra; Č – čtyřhra |
| Grand Slam (0)           |
| Turnaj mistryň (0)       |
| WTA 1000 (0–1 D)         |
| WTA 500 (0)              |
| WTA 250 (0–1 D)          |

### Dvouhra: 2 (0–2)
| Stav       | č. | datum             | turnaj             | povrch | soupeřka ve finále | výsledek      |
| ---------- | -- | ----------------- | ------------------ | ------ | ------------------ | ------------- |
| Finalistka | 1. | 18. července 2021 | Budapešť, Maďarsko | antuka | Julia Putincevová  | 4–6, 0–6      |
| Finalistka | 2. | 20. května 2023   | Řím, Itálie        | antuka | Jelena Rybakinová  | 4–6, 0–1skreč |

## Finále série WTA 125
| Legenda                  |
| ------------------------ |
| D – dvouhra; Č – čtyřhra |
| WTA 125 (1–0 D)          |

### Dvouhra: 1 (1–0)
| Stav    | č. | datum         | turnaj           | povrch    | soupeřka ve finále | výsledek      |
| ------- | -- | ------------- | ---------------- | --------- | ------------------ | ------------- |
| Vítězka | 1. | prosinec 2022 | Limoges, Francie | tvrdý (h) | Clara Tausonová    | 6–3, 5–7, 6–4 |

## Tituly na okruhu ITF
| Dotace turnajů okruhu ITF | Dotace turnajů okruhu ITF |
| ------------------------- | ------------------------- |
| 100 000 $ tournaments     | 80 000 $ tournaments      |
| 75 000 $ tournaments      | 60 000 $ tournaments      |
| 50 000 $ tournaments      | 25 000 $ tournaments      |
| 15 000 $ tournaments      | 10 000 $ tournaments      |

### Dvouhra (15 titulů)
| č.  | datum         | turnaj                       | povrch    | soupeřka ve finále    | výsledek           |
| --- | ------------- | ---------------------------- | --------- | --------------------- | ------------------ |
| 1.  | duben 2015    | Jackson, Spojené státy       | antuka    | Johanna Kontaová      | 6–3, 6–4           |
| 2.  | duben 2015    | Pelham, Spojené státy        | antuka    | Laura Siegemundová    | 6–3, 7–5           |
| 3.  | červenec 2015 | Sacramento, Spojené státy    | tvrdý     | An-Sophie Mestachová  | 4–6, 6–4, 6–3      |
| 4.  | leden 2017    | Daytona Beach, Spojené státy | antuka    | Elizabeth Halbauerová | 6–1, 6–2           |
| 5.  | leden 2017    | Wesley Chapel, Spojené státy | antuka    | Elizaveta Jančuková   | 6–4, 6–4           |
| 6.  | červenec 2017 | Darmstadt, Německo           | antuka    | Bernarda Peraová      | 6–2, 0–6, 6–3      |
| 7.  | leden 2018    | Daytona Beach, Spojené státy | antuka    | Grace Minová          | 1–6, 7–5, 6–0      |
| 8.  | leden 2018    | Orlando, Spojené státy       | antuka    | Julia Grabherová      | 6–2, 3–6, 7–5      |
| 9.  | duben 2018    | Jackson, Spojené státy       | antuka    | Gaia Sanesiová        | 6–0, 6–1           |
| 10. | červen 2019   | Přerov, Česko                | antuka    | Elica Kostovová       | 6–1, 4–6, 6–1      |
| 11. | duben 2021    | Oeiras, Portugalsko          | antuka    | Jang Su-jeong         | 6–4, 4–6, 6–4      |
| 12. | duben 2021    | Záhřeb, Chorvatsko           | antuka    | Kamilla Rachimovová   | 6–1, 6–3           |
| 13. | červenec 2021 | Montpellier, Francie         | antuka    | Majar Šarífová        | 6–2, 6–3           |
| 14. | červenec 2021 | Contrexéville, Francee       | antuka    | Dalma Gálfiová        | 6–2, 6–2           |
| 15. | listopad 2021 | Nantes, Francie              | tvrdý (h) | Océane Dodinová       | 7–6(7–4), 1–0skreč |

### Čtyřhra (3 tituly)
| č. | datum         | turnaj                       | povrch      | spoluhráčka            | soupeřky ve finále                        | výsledek      |
| -- | ------------- | ---------------------------- | ----------- | ---------------------- | ----------------------------------------- | ------------- |
| 1. | listopad 2014 | Závada, Polsko               | koberec (h) | Anna Škudunová         | Gabriela Chmelinová Karolína Muchová      | 0–6, 6–7(3–7) |
| 2. | březen 2015   | Osprey, Spojené státy        | antuka      | Olexandra Korašviliová | Verónica Cepede Roygová María Irigoyenová | 6–1, 6–4      |
| 3. | leden 2017    | Daytona Beach, Spojené státy | antuka      | Robin Andersonová      | Paula Kaniová Katarzyna Piterová          | 6–4, 6–1      |

## Finále na juniorském Grand Slamu

### Dvouhra: 1 (0–1)
| Stav       | rok  | turnaj  | povrch | soupeřka ve finále | výsledek      |
| ---------- | ---- | ------- | ------ | ------------------ | ------------- |
| Finalistka | 2014 | US Open | tvrdý  | Marie Bouzková     | 4–6, 6–7(5–7) |

### Čtyřhra: 2 (1–1)
| Stav       | rok  | turnaj          | povrch | spoluhráčka            | soupeřky ve finále                    | výsledek |
| ---------- | ---- | --------------- | ------ | ---------------------- | ------------------------------------- | -------- |
| Finalistka | 2013 | Wimbledon       | tráva  | Iryna Šymanovičová     | Barbora Krejčíková Kateřina Siniaková | 3–6, 1–6 |
| Vítězka    | 2014 | Australian Open | tvrdý  | Jelizaveta Kuličkovová | Katie Boulterová Ivana Jorovićová     | 6–4, 6–2 |